# Alvingham
Alvingham est une paroisse civile et un village du Lincolnshire, en Angleterre.